# Accipiter albogularis
Accipiter albogularis е вид птица от семейство Ястребови (Accipitridae). Видът е незастрашен от изчезване.

## Разпространение
Разпространен е в Папуа-Нова Гвинея и Соломоновите острови.